# Dinastia XXXI d'Egipte
La dinastia XXXI, també anomenada segona dominació persa d'Egipte, transcorre del 343-332 aC. Pertany al final del Període Tardà d'Egipte, que comprèn les dinasties XXV, XXVI, XXVII, XXVIII, XXIX, XXX i XXXI.

## Història
En aquest període de nou anys Egipte va ser un país ocupat per governants estrangers i molts textos coetanis indiquen que va ser una època de violència i opressió.
El segon període de dominació persa va tenir tres reis: El primer va ser Artaxerxes III de Pèrsia que el 343 aC va derrotar Nectabeu II, l'últim faraó de la dinastia XXX, i per bé que fou assassinat per un dels seus generals el 338 aC, el va succeir en el tron el seu fill Arses de Pèrsia.
Durant el regnat d'Arses, almenys un personatge egipci va reclamar el tron, però ell el va fer desistir, i amb prou feines va ser esmentat en els documents, el seu nom, Khabebesh, pot ser libi, i tot i que va tenir alguns seguidors a l'Alt Egipte mai va governar realment sobre el país. És probable que en aquesta època hi hagués altres pretendents al tron.
Darios III va ser el tercer i últim governant d'aquesta dinastia. Va pujar al tron de l'Imperi Persa el 336 aC amb el deure de salvar un imperi que s'estava debilitant, però el 334 aC va haver d'afrontar el seu major repte: Alexandre el Gran, el recentment nomenat Hegemon per la Lliga de Corint va envair Pèrsia. Darios, en veure que el seu exèrcit era derrotat una vegada i una altra, es va posar al capdavant per intentar aturar l'avanç d'Alexandre, però en la Batalla d'Issos (12 de novembre de 333 aC) la victòria va ser per a Alexandre.
Aquest fet va ser crucial, atès que, perquè Alexandre pogués avançar cap al cor de l'imperi, havia d'assegurar-se la rereguarda, mitjançant la conquesta de l'Orient Pròxim i Egipte, encara sota domini persa, tasca que va emprendre a principis del 332 aC amb el setge de Tir que va resistir sis mesos. El 331aC va derrotar definitivament el rei persa a la batalla de Gaugamela, el rei fugí i fou assassinat l'any següent pels seus propis oficials. Llavors Alexandre es dirigí ràpidament a Egipte on, després de vèncer el que quedava de l'exèrcit persa, es proclamà "Fill d'Amon" i reorganitzà els seus territoris per tal donar-los major cohesió. Posteriorment reprengué la conquesta d'un Imperi Persa que no governaria mai més sobre Egipte. Alexandre el Gran d'aquesta manera expulsava l'Imperi Persa d'Egipte i fundava una nova dinastia, la Dinastia Macedònica.
|  |  |

## Faraons de la dinastia XXXI d'Egipte
| Nom                      | Comentaris                                                                    | Regnat     |
| ------------------------ | ----------------------------------------------------------------------------- | ---------- |
| Artaxerxes III de Pèrsia | Va convertir Egipte en satrapia persa. Va ser assassinat pel seu visir Bagoes | 341-338 aC |
| Arses de Pèrsia          | Fill d'Artaxerxes. Sobirà titella controlat per Bagoes                        | 338-336 aC |
| Darios III de Pèrsia     | Últim rei persa, aquemènida. Derrotat per Alexandre el Gran                   | 336-332 aC |

## Cronologia de la dinastia XXXI
Cronologia estimada pels egiptòlegs:
- Primer faraó: Artaxerxes III Ocos (Artaxerxes III de Pèrsia), c. 342/1 - 338 aC
- Darrer faraó: Darios III Codomà (Darios III de Pèrsia), c. 336/5 - 332 aC